# Gary Lauck
Pour les articles homonymes, voir Lauck.
Gary Rex Lauck, dit Gerhard Lauck (né à Milwaukee le 12 mai 1953), est un homme politique américain, fondateur (en 1972) et actuel meneur du mouvement néo-nazi américain NSDAP/AO.

## Biographie
En mars 1995, Gary Lauck est arrêté à Greve au Danemark pour incitation à la haine raciale puis extradé en Allemagne. Il y est condamné à quatre ans de prison.

## Idéologie
Gary Lauck est considéré comme la figure la plus marquante de la tendance « cinglée » (lunatic fringe) des néonazis américains.